# 恰斯尼夫齊
50°52′49″N 31°10′8″E / 50.88028°N 31.16889°E
恰斯尼夫齊（烏克蘭語：Часнівці），是烏克蘭北部的村莊，隸屬切爾尼希夫州的切爾尼希夫區。該村始建於1860年，面積0.62平方公里，海拔高度110米，2001年人口625，人口密度每平方公里1,006.4人。